# 東京大学ウォリアーズ
東京大学運動会アメリカンフットボール部（とうきょうだいがくうんどうかいアメリカンフットボールぶ、英語: University of Tokyo American football team）は、東京大学運動会に所属する東京大学のアメリカンフットボールチームである。愛称は、東京大学ウォリアーズ（英語: Tokyo Warriors）。関東学生アメリカンフットボール連盟所属。現在、一部リーグTOP8（上位ブロック）に所属している。チームカラーは水色、黄色。

## 概要
関東学生アメリカンフットボール連盟のTOP8に所属する唯一の国立大学。チーム内のコミュニケーションにSlackを取り入れるなど、新しい取り組みを導入していることでも知られている。

## 歴史
- 1957年9月創部[2]。
- 1958年、日本体育大学とのチーム初戦は0-14で敗れる。
- 1959年、関東学生アメリカンフットボール連盟に加盟し、関東大学リーグ二部に所属する。
- 1961年、入替戦で敗れ三部に降格するも、翌1962年にリーグが二部制に改編され、再び二部に所属。
- 1964年、シーズン全勝で首位になるも、入替戦で敗れ二部残留。
- 1965年、シーズン全勝で首位になり、入替戦で防衛大学校に勝利し、初の一部昇格。
- 1969年、入替戦で敗れ二部に降格するも、翌1970年にリーグ改編で「東京六大学リーグ」（1972年から東京七大学リーグ）の所属となる。
- 1980年、愛称「WARRIORS」制定。
- 1981年、リーグ改編で三部制となり、二部に所属。入替戦で獨協大学に勝利し、一部昇格。
- 1982年、リーグ最下位で二部自動降格。
- 1989年、入替戦で勝利し一部昇格。
- 1994年、「東大フットボール元年」と銘打ったチーム改革を実施し、トレーナー制度の本格導入などいくつかの施策を取り入れる。
- 1996年、シーズン2位（5勝1敗）でプレーオフ初出場。準決勝で日本大学に敗れる。
- 2004年、入替戦で敗れ二部降格。
- 2005年、「新生WARRIORS元年」と銘打ったチーム改革を実施し、社会人コーチ体制の実施などいくつかの施策を取り入れ、全勝（7勝0敗）で二部優勝。一部昇格。
- 2014年、リーグ改編で一部リーグが上位（TOP8）と下位（BIG8）の2ブロック制になり、BIG8の所属となる。
- 2018年、部の支援法人「一般社団法人 東大ウォリアーズクラブ」を設立[3]。6勝1敗で首位になり、TOP8へ自動昇格（TOP8の日本大学が不祥事により、BIG8自動降格になったことを受けた措置）。

## 過去に在籍した選手
- 古森重隆（OL/DL、1962年度卒） - 富士フイルムホールディングス代表取締役社長兼CEO
- 溝手顕正（1965年度卒） - 元参議院議員、元広島県三原市市長、元幸陽船渠代表取締役社長
- 小宮山宏（C/LB、1966年度卒） - 第28代東京大学総長、三菱総合研究所理事長、現OB会長
- 藤森義明（HB、1974年度卒） - 日本オラクル取締役会長
- 杉尾秀哉（1980年度卒） - 参議院議員、元TBSテレビ報道局記者、解説委員
- 輿亮（RB、1982年度卒） - 富士通技術者、富士通フロンティアーズ副部長、アメフト解説者、アメリカンフットボール日本代表元監督
- 野口聡一（1989年度卒） - 宇宙飛行士
- 三沢英生（OL、1995年度卒） - 現監督、ドーム取締役常務執行役員、筑波大学客員教授
- 林宙紀（RB、2002年度卒） - ラジオパーソナリティ、ナレーター、ニュースキャスター、元衆議院議員
- 黛拓郎（TE） - アサヒビールシルバースター